# Liste der Friedhöfe in München
Diese Seite listet Friedhöfe auf, die in dem Gebiet der bayerischen Landeshauptstadt München liegen.

## Übersicht
| Name                                                            | Stadtbezirk (Lage)                                                                   | Größe (ha) | Jahr der Entstehung | Anmerkung                                                                           | Bild                                                        |
| --------------------------------------------------------------- | ------------------------------------------------------------------------------------ | ---------- | ------------------- | ----------------------------------------------------------------------------------- | ----------------------------------------------------------- |
| Friedhof Allach                                                 | Allach-Untermenzing (48° 12′ 1″ N, 11° 27′ 26″ O)                                    | 0,5        |                     | St. Peter und Paul (Allach)                                                         | Friedhof Allach                                             |
| Friedhof Aubing                                                 | Aubing-Lochhausen-Langwied (48° 9′ 16″ N, 11° 24′ 35″ O)                             | 4,5        | 1911                |                                                                                     | weitere Bilder                                              |
| Friedhof Baumkirchen                                            | Berg am Laim (48° 7′ 52″ N, 11° 37′ 54″ O)                                           | 0,2        |                     | Friedhof steht unter Denkmalschutz                                                  | weitere Bilder                                              |
| Friedhof Bogenhausen                                            | Bogenhausen (48° 8′ 52″ N, 11° 36′ 5″ O)                                             | 0,22       |                     | Friedhof steht unter Denkmalschutz                                                  | weitere Bilder                                              |
| Friedhof Daglfing                                               | Bogenhausen (48° 9′ 8″ N, 11° 39′ 25″ O)                                             | 0,45       | 1300                | St. Philipp und Jakob (München)                                                     | weitere Bilder                                              |
| Friedhof Englschalking                                          | Bogenhausen (48° 9′ 29″ N, 11° 38′ 36″ O)                                            |            |                     | St. Nikolaus (Englschalking)                                                        | weitere Bilder                                              |
| Friedhof Feldmoching                                            | Feldmoching-Hasenbergl (48° 12′ 59″ N, 11° 31′ 34″ O)                                | 3,6        | 1929                |                                                                                     | weitere Bilder                                              |
| Friedhof Forstenried                                            | Thalkirchen-Obersendling-Forstenried-Fürstenried-Solln (48° 5′ 8″ N, 11° 29′ 39″ O)  | 0,1        |                     | Heilig Kreuz (Forstenried)                                                          | Friedhof Forstenried                                        |
| Friedhof Freimann                                               | Schwabing-Freimann (48° 11′ 34″ N, 11° 36′ 59″ O)                                    | 0,1        |                     | St. Nikolaus (Freimann)                                                             | Friedhof Freimann                                           |
| Friedhof Haidhausen                                             | Au-Haidhausen (48° 8′ 4″ N, 11° 36′ 16″ O)                                           | 2,4        |                     | Alte Pfarrkirche St. Johann Baptist (Haidhausen) Friedhof steht unter Denkmalschutz | weitere Bilder                                              |
| Alter Israelitischer Friedhof                                   | Thalkirchen-Obersendling-Forstenried-Fürstenried-Solln (48° 6′ 35″ N, 11° 32′ 45″ O) | 2,5        | 1816                | Friedhof steht unter Denkmalschutz                                                  | weitere Bilder                                              |
| Neuer Israelitischer Friedhof                                   | Schwabing-Freimann (48° 10′ 57″ N, 11° 36′ 10″ O)                                    | 5,7        | 1908                | Friedhof steht unter Denkmalschutz                                                  | weitere Bilder                                              |
| Friedhof Johanneskirchen                                        | Bogenhausen (48° 10′ 11″ N, 11° 39′ 2″ O)                                            | 0,1        |                     | St. Johann Baptist (Johanneskirchen, München)                                       | Friedhof Johanneskirchen                                    |
| Klosterfriedhof der Karmelitinnen                               | Schwabing-West (48° 10′ 36″ N, 11° 34′ 9″ O)                                         |            | 2013 aufgelassen    |                                                                                     |                                                             |
| Klosterfriedhof der Kapuziner in München beim Kloster St. Anton | Ludwigsvorstadt-Isarvorstadt (48° 7′ 27″ N, 11° 33′ 49″ O)                           | 1          |                     |                                                                                     | Klosterfriedhof der Kapuziner vor der Schmerzhaften Kapelle |
| Kriegsgräberstätte München                                      | Thalkirchen-Obersendling-Forstenried-Fürstenried-Solln (48° 5′ 55″ N, 11° 28′ 40″ O) | 1          |                     |                                                                                     | weitere Bilder                                              |
| Friedhof Laim                                                   | Laim (48° 8′ 24″ N, 11° 29′ 59″ O)                                                   | 0,1        |                     | St. Ulrich (Laim) Friedhof steht unter Denkmalschutz                                | Friedhof Laim                                               |
| Friedhof Lochhausen                                             | Aubing-Lochhausen-Langwied (48° 11′ 3″ N, 11° 24′ 24″ O)                             | 1,3        |                     |                                                                                     | weitere Bilder                                              |
| Friedhof Moosach                                                | Moosach (48° 10′ 53″ N, 11° 30′ 59″ O)                                               | 0,25       |                     | Alte Pfarrkirche St. Martin (Moosach)                                               | Friedhof Moosach                                            |
| Friedhof Neuhausen oder Winthirfriedhof                         | Neuhausen-Nymphenburg (48° 9′ 18″ N, 11° 31′ 48″ O)                                  | 0,3        |                     |                                                                                     | weitere Bilder                                              |
| Alter Nördlicher Friedhof                                       | Maxvorstadt (48° 9′ 13″ N, 11° 34′ 13″ O)                                            | 3,5        | 1866                | Denkmalschutz, Geschützter Landschaftsbestandteil                                   | weitere Bilder                                              |
| Nordfriedhof                                                    | Schwabing-Freimann (48° 10′ 31″ N, 11° 36′ 12″ O)                                    | 31         | 1884                | Friedhof steht unter Denkmalschutz                                                  | weitere Bilder                                              |
| Nymphenburger Friedhof                                          | Neuhausen-Nymphenburg (48° 9′ 44″ N, 11° 30′ 25″ O)                                  | 0,32       | 1875                |                                                                                     | weitere Bilder                                              |
| Friedhof Oberföhring                                            | Bogenhausen (48° 10′ 15″ N, 11° 37′ 26″ O)                                           | 0,4        |                     | St. Lorenz (München)                                                                | Friedhof Oberföhring                                        |
| Waldfriedhof Obermenzing                                        | Pasing-Obermenzing (48° 9′ 55″ N, 11° 26′ 48″ O)                                     | 8          | 1913                | Friedhof steht unter Denkmalschutz                                                  | weitere Bilder                                              |
| Ostfriedhof                                                     | Obergiesing-Fasangarten (48° 7′ 11″ N, 11° 35′ 27″ O)                                | 26         | 1821                | Friedhof steht unter Denkmalschutz kartiertes Biotop (M-0187-001)                   | weitere Bilder                                              |
| Parkfriedhof Untermenzing                                       | Allach-Untermenzing (48° 10′ 39″ N, 11° 27′ 29″ O)                                   | 7,6        | 1499, 1952          | St. Martin (Untermenzing)                                                           | Parkfriedhof Untermenzing                                   |
| Friedhof Pasing                                                 | Pasing-Obermenzing (48° 8′ 10″ N, 11° 27′ 35″ O)                                     | 7,5        | 1903                |                                                                                     | weitere Bilder                                              |
| Friedhof Perlach                                                | Ramersdorf-Perlach (48° 5′ 55″ N, 11° 38′ 29″ O)                                     | 0,26       | 1902                | Friedhof steht unter Denkmalschutz                                                  | weitere Bilder                                              |
| Friedhof am Perlacher Forst                                     | Obergiesing-Fasangarten (48° 5′ 56″ N, 11° 35′ 51″ O)                                | 28         | 1931                | kartiertes Biotop (M-0290-001)                                                      | weitere Bilder                                              |
| Friedhof Pipping                                                | Pasing-Obermenzing (48° 9′ 23″ N, 11° 27′ 27″ O)                                     | 0,03       |                     | St. Wolfgang (Pipping)                                                              | Friedhof Pipping                                            |
| Friedhof Riem                                                   | Trudering-Riem (48° 7′ 57″ N, 11° 40′ 45″ O)                                         | 7,6        | 1913                |                                                                                     | Friedhof Riem                                               |
| Friedhof Sendling                                               | Sendling (48° 6′ 56″ N, 11° 32′ 13″ O)                                               | 2,1        | 1872                | Friedhof steht unter Denkmalschutz                                                  | weitere Bilder                                              |
| Friedhof Solln                                                  | Thalkirchen-Obersendling-Forstenried-Fürstenried-Solln (48° 4′ 43″ N, 11° 31′ 4″ O)  | 0,4        | 1883                |                                                                                     | weitere Bilder                                              |
| Alter Südlicher Friedhof                                        | Ludwigsvorstadt-Isarvorstadt (48° 7′ 38″ N, 11° 33′ 54″ O)                           | 10         | 1563                | Denkmalschutz, Geschützter Landschaftsbestandteil, kartiertes Biotop (M-0182-001)   | weitere Bilder                                              |
| Neuer Südfriedhof (München)                                     | Ramersdorf-Perlach (48° 5′ 58″ N, 11° 37′ 12″ O)                                     | 36         | 1977                |                                                                                     | weitere Bilder                                              |
| Friedhof Thalkirchen                                            | Thalkirchen-Obersendling-Forstenried-Fürstenried-Solln (48° 6′ 0″ N, 11° 32′ 43″ O)  | 0,03       |                     | Denkmalschutz, St. Maria (Thalkirchen)                                              | weitere Bilder                                              |
| Waldfriedhof                                                    | Hadern (48° 6′ 10″ N, 11° 29′ 37″ O)                                                 | 161        | 1907 1966 erweitert |                                                                                     | weitere Bilder                                              |
| Waldfriedhof Solln                                              | Thalkirchen-Obersendling-Forstenried-Fürstenried-Solln (48° 4′ 7″ N, 11° 30′ 50″ O)  | 7,3        | 1937                |                                                                                     | weitere Bilder                                              |
| Westfriedhof                                                    | Moosach (48° 10′ 16″ N, 11° 31′ 21″ O)                                               | 50         | 1902                |                                                                                     | weitere Bilder                                              |